# Новий Сьвентохув
Новий Сьвентохув (пол. Nowy Świętochów) — село в Польщі, у гміні Коритниця Венґровського повіту Мазовецького воєводства.
Населення — 76 осіб (2011).
У 1975-1998 роках село належало до Седлецького воєводства.

## Демографія
Демографічна структура станом на 31 березня 2011 року:
|          | Загалом | Допрацездатний вік | Працездатний вік | Постпрацездатний вік |
| -------- | ------- | ------------------ | ---------------- | -------------------- |
| Чоловіки | 39      | 9                  | 25               | 5                    |
| Жінки    | 37      | 10                 | 20               | 7                    |
| Разом    | 76      | 19                 | 45               | 12                   |